# 后髮座流星雨
后髮座流星雨（國際流星組織標示：COM；國際天文學聯合會流星雨序號：20）是輻射點在后髮座的一個次要的流星雨。這個流星雨出現在12月12日至12月23日之間，估計的極大期在12月16日左右。在極大期的輻射點位於α=175°，δ=+18°，流星的數量亮度指標是3.0，速度是65每秒（40英里每秒）。
后髮座流星雨是在哈佛電波流星專案的框架內首度發現的。在1959年，理查·尤金·麥克羅斯基（Richard Eugene McCrosky）和阿·波森（A. Posen）兩人發現了這個流星雨的存在。后髮座流星雨的軌道與12月的小獅座流星雨非常相似，經常會使這兩個流星雨互相混淆。
后髮座流星雨比其他的流星雨更難於辨認，早先的觀測已經證實這個流星雨相當微弱，但卻相當持久，從12月12日開始，可以維持到次年的1月23日。不僅被夾在雙子座流星雨和象限儀座流星雨之間，還填補了一月份的象限儀座流星雨之後的一段空白。
這個小流星雨在南半球幾乎不能觀測，而北半球的觀測者則必須在寒冬中觀測，才能對它更為了解。這個流星雨的輻射點在子夜之際已經在地平線上適合觀測的高度上，因此只要不受月光影響，觀測的條件都不錯。

## 註解
1. 1 2 3  . International Meteor Organization.   [2016-12-08]. （原始内容存档于2021-01-11）.
2. ↑  . Meteor Showers Online.   [2010-11-26]. （原始内容存档于2010-11-25）. |url-status=和|dead-url=只需其一 (帮助)
3. ↑  .   [2008-01-11]. （原始内容存档于2016-08-15）.

## 外部連結
- Comae Berenicids data (IAU Meteor Data Center)